# Stefan Staniszewski

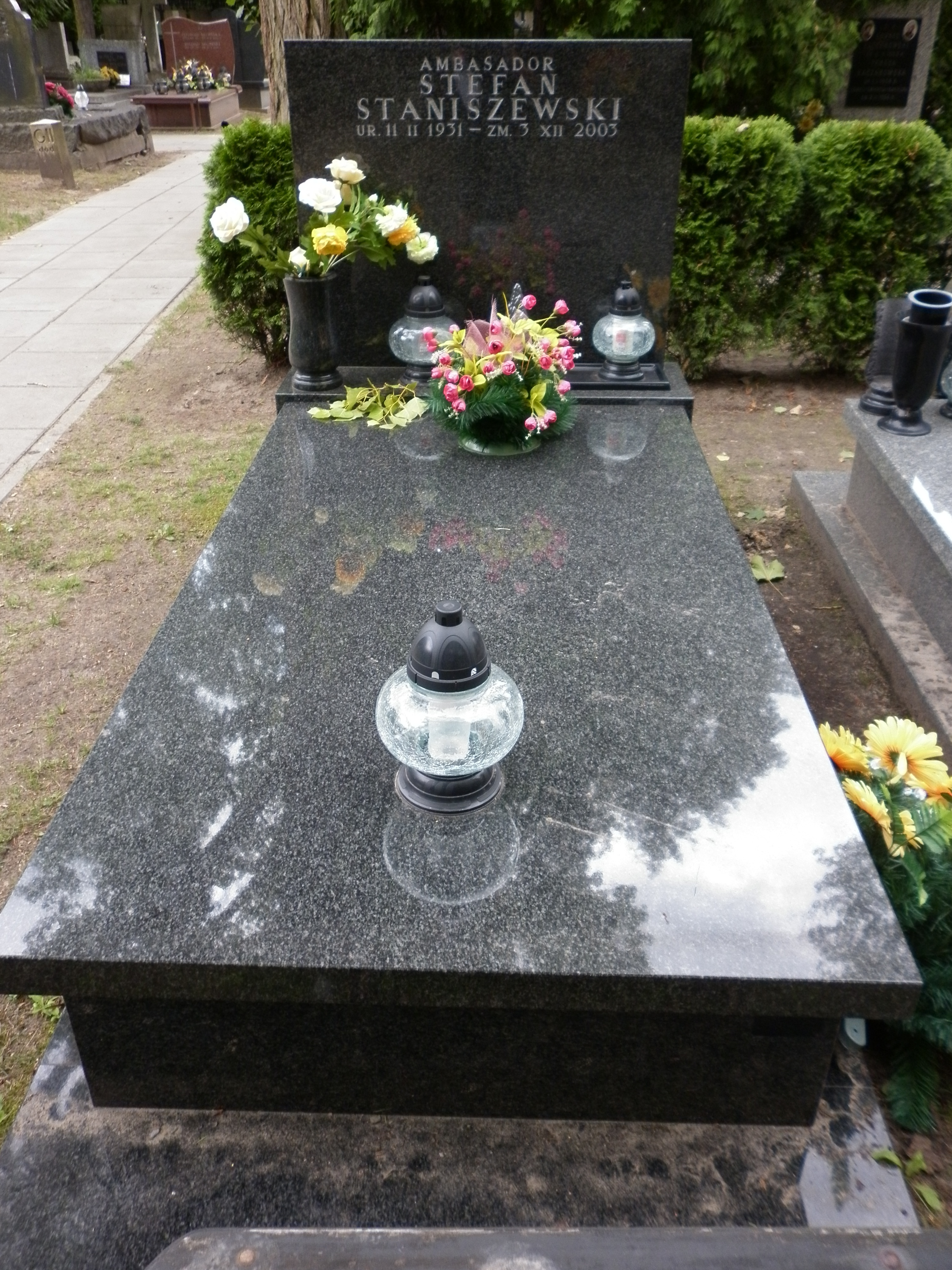
Grób Stefana Staniszewskiego na Cmentarzu Wojskowym na Powązkach

Stefan Staniszewski (ur. 11 lutego 1931 w Bukowie, zm. 3 grudnia 2003 w Warszawie) – polski dyplomata, ambasador PRL w Szwecji (1972–1977) oraz Wielkiej Brytanii (1981–1986), ambasador RP w Libii (1990–1995).

## Życiorys
Syn Andrzeja i Katarzyny. Ukończył studia filozoficzne na Uniwersytecie Warszawskim oraz w Studium Nauk Społecznych Uniwersytetu Jagiellońskiego. Od 1953 pracował w Ministerstwie Bezpieczeństwa Publicznego (Departament VII) oraz Wojewódzkim Urzędzie Bezpieczeństwa Publicznego. W 1960 podjął pracę w Ministerstwie Spraw Zagranicznych, początkowo w gabinecie ministra (do 1963), następnie jako II i I sekretarz oraz radca w ambasadzie PRL we Francji (1963–1969). Po powrocie do kraju stał na czele Departamentu Europy Zachodniej, będąc jednocześnie członkiem Kolegium MSZ. W latach 1972–1977 pełnił misję jako ambasador PRL w Szwecji. Od 1977 do 1981 był dyrektorem Departamentu Współpracy Kulturalnej i Naukowej, następnie reprezentował kraj jako ambasador w Wielkiej Brytanii (1981–1986). W latach 1990–1995 był ambasadorem RP w Libii.
Był członkiem PZPR.
Pochowany na Cmentarzu Wojskowym na Powązkach w Warszawie (kwatera G-tuje-1).

## Ordery i odznaczenia
- Krzyż Oficerski Orderu Odrodzenia Polski (1979)[3]
- Krzyż Kawalerski Orderu Odrodzenia Polski
- Komandor Legii Honorowej
- Komandor Gwiazdy Polarnej
- Komandor Orła Azteckiego